# 神奈川県道607号平塚港平塚停車場線

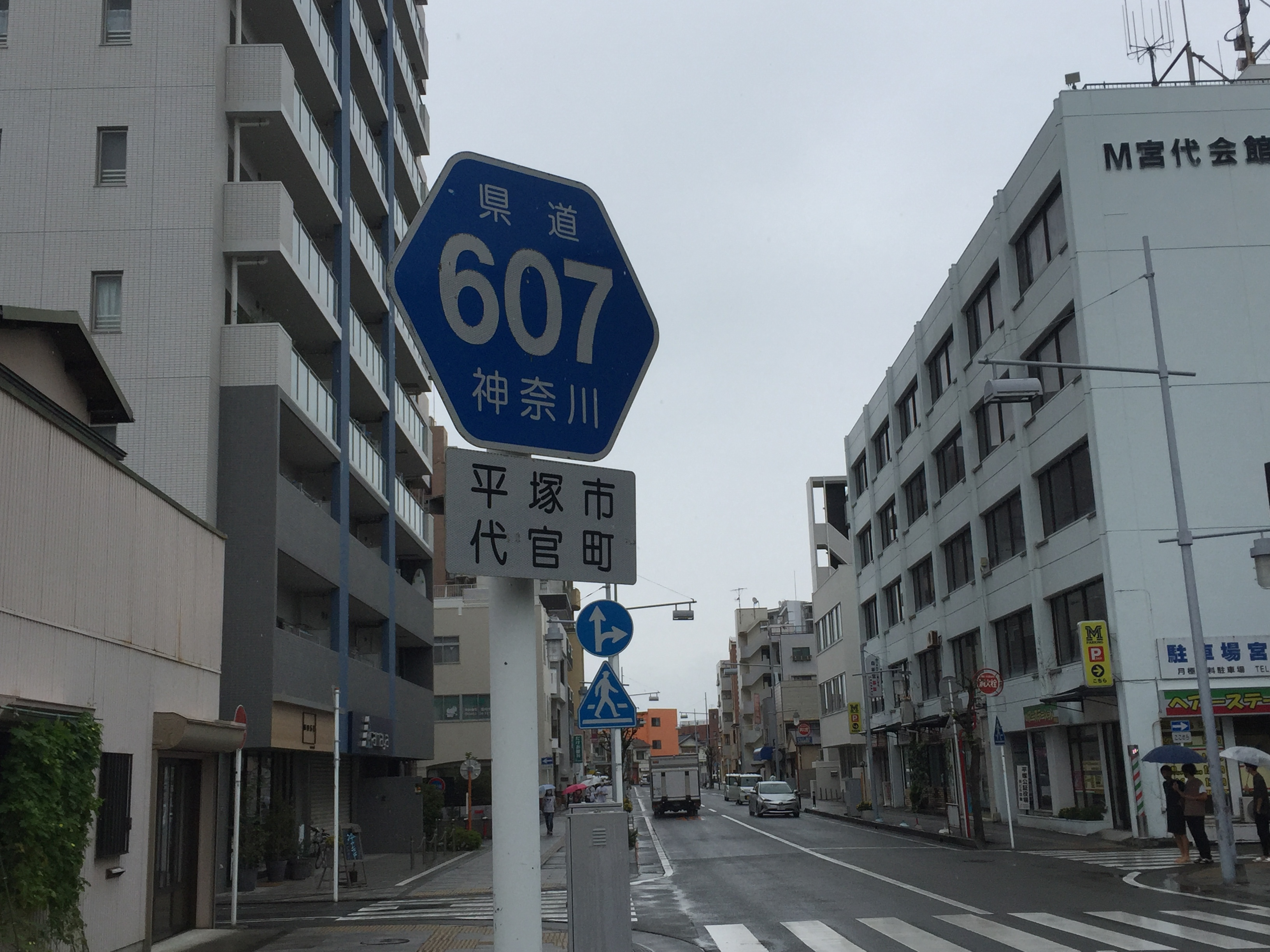
県道番号標示（平塚市代官町）

神奈川県道607号平塚港平塚停車場線（かながわけんどう607ごう ひらつかこうひらつかていしゃじょうせん）は、神奈川県平塚市を起点・終点とする一般県道。相模川河口に位置する平塚港と、東海道本線平塚駅南口を結ぶ。

## 概要
- 全長：1.3km
- 起点：平塚市札場町・幸町・千石河岸 平塚港前
- 終点：平塚市代官町 平塚駅南口交差点（神奈川県道608号平塚停車場袖ヶ浜線接続）
- Google マップ

## 通過する自治体
- 神奈川県
  - 平塚市

## 経路および交差・接続する道路
- 神奈川県平塚市
  - 平塚港前
  - 信号交差点（幸町）（国道129号）
  - 平塚駅南口交差点（神奈川県道608号平塚停車場袖ヶ浜線）

## 周辺の施設・地理
- 平塚港
- 須賀公民館
- 湘南平塚モータースクール
- 平塚駅